# Абдул-Рашид Дустум
Абдул-Рашид Дустум (25 березня 1954 , Джаузджан ) — афганський військовий і політичний діяч узбецького походження генерал, один з двох діючих віце-президентів Афганістану. Двічі Герой Афганістану (1986 і 1988). Один з керівників придушення заколоту генерала Таная.
В період існування Демократичної Республіки Афганістан воював на боці уряду Наджибулли проти моджахедів, але пізніше перейшов на їхній бік. В ході триваючої громадянської війни вступав в альянси з різними протиборчими угрупуваннями; в умовах повної децентралізації влади в країні де-факто створив на підконтрольних йому територіях державу.

## Коротка біографія
- Абдул-Рашид Дустум народився в 1954 році у бідній родині в кишлаку Ходжадукух повіту Шибірган провінції Джаузджан у родині дехканина. За етнічною належністю — узбек. Батько узбек, мати туркменка[2].
- Працював на підприємстві газодобувної галузі. В 1980 був відправлений на навчання в СРСР. Потім почав службу в органах держбезпеки прорадянського афганського уряду.
- З 1979 — член Народно-демократичної партії Афганістану. Фракція «Парчам» (Прапор). В 1979 — у загоні місцевої самооборони.
- У роки Афганської війни 1979—1989 був командиром 53-ї дивізії урядових військ, що складалася переважно з узбеків.
- Після виведення радянських військ підтримував прорадянський афганський уряд Наджибулли.
- Очолював партію Національний ісламський рух Афганістану (НІРА), який виступав за федералізацію Афганістану.
- Після поразки прорадянського режиму в 1992 очолив фактично незалежний 2,5-мільйонний центрально-північний регіон Афганістану (провінції Балх, Джаузджан, Фар'яб, Кундуз) зі столицею у Мазарі-Шарифі, прозваний «Дустумистаном», який мав власний уряд, гроші і добре озброєну армію (в тому числі танки і літаки радянського виробництва) чисельністю до 65 тисяч чоловік[3].
- Під час триваючої громадянської війни вступав в альянси з різними протиборчими угрупуваннями: з Хекматіяром проти Масуда, з талібами проти Хекматіяра, з Масудом проти талібів.
- На початку 1995 року Дустум відвідав Ташкент і один на один розмовляв з президентом Ісламом Карімовим, що ще раз було розцінено як таємна змова між ними, спрямована на підтримку сепаратистських намагань генерала по возз'єднанню узбецького регіону Афганістану з Узбекистаном[4].
- В 1996 «Дустумистан» увійшов до складу другого Північного альянсу, протистоїть центральному афганському уряду талібів.
- 25 травня 1997 після втрати ряду провінцій через зраду другої людини в «Дустумистані» — Маліка — Дустум емігрує до Туреччини, а «Дустумистан» припиняє існування і переходить під оруду талібів.[5].
- Після переходу Маліка назад на бік Північного альянсу і звільнення Дустумистану[6][7],Дустум повертається до Афганістану у вересні 1997 року[8].
- У серпні 1998 року таліби вдруге захоплюють «Дустумистан», а сам Дустум емігрує до Узбекистану[6][8].
- Після розгрому талібів в 2001 Дустум повертається до Афганістану і входить до складу нового уряду.
- В 2004 році Дустум балотувався на посаду президента країни і зайняв четверте місце, набравши 10 % голосів.
- В 2005 році призначений начальником штабу верховного командування збройними силами Афганістану[9]
- В 2008 році після нападу на свого колишнього союзника Акбара Бая відсторонений від посади начальника Генштабу і відправлений у заслання[9].
- В 2009 році повернувся до Афганістану і взяв активну участь у політичному житті країни[10][11].
- З кінця 2009 — начальник штабу верховного командування збройними силами Афганістану[12].
- З 2014 року обраний 1-м віце-президентом Афганістану. Активний учасник збройного конфлікту з ІДІЛ на території Афганістану.